# 萨尔塔木乡
萨尔塔木乡，是中华人民共和国新疆维吾尔自治区阿勒泰地区哈巴河县下辖的一个乡镇级行政单位。

## 行政区划
萨尔塔木乡下辖以下地区：
萨尔塔木村、萨尔塔木阿克托别村、阔什喀尔拜村、什坎齐村、库尔米希村、金巴村、布孜塔勒村、铁克吐尔玛斯村、克依克拜村、喀拉奥依村、却限村、萨尔乌楞村、阔尔合热玛村、塔依萦依干村、喀布尔喀塔勒村、马胡村、马迪村、萨尔塔木克孜勒喀克村、阔克塔斯村、吾尔达拜村、阔克吐木苏克村和塔斯乌特克勒村。